# Jordi Bernet (Eishockeyspieler)
Jordi Bernet (* 18. Oktober 1977) ist ein ehemaliger spanischer Eishockeyspieler, der seine Karriere beim FC Barcelona in der Spanischen Superliga verbrachte.

## Karriere
Jordi Bernet begann seine Karriere als Eishockeyspieler beim FC Barcelona, wo er bis zu seinem Karriereende 2010 spielte. Mit den Katalanen wurde er 2002 und 2009 spanischer Meister.

### International
Für Spanien nahm Bernet im Juniorenbereich an der U18-B-Europameisterschaft 1994 und der U18-C1-Europameisterschaft 1995 sowie der U20-C1-Weltmeisterschaft 1995 teil.
Mit der spanischen Herren-Auswahl spielte er zunächst bei der D-Weltmeisterschaft 1997 und der C-Weltmeisterschaft 1998. Nach der Umstellung auf das heutige Divisionensystem vertrat er seine Farben bei den Weltmeisterschaften der Division II 2001, 2003, 2004, 2005, 2007 und 2009. Zudem nahm er an der Olympiaqualifikation für die Winterspiele in Vancouver 2010 teil.

## Erfolge und Auszeichnungen
- 1997 Aufstieg in die C-Gruppe bei der D-Weltmeisterschaft
- 2002 Spanischer Meister mit dem FC Barcelona
- 2009 Spanischer Meister mit dem FC Barcelona